# Khi bình minh đến
Khi bình minh đến (tựa gốc: La Mujer En El Espejo, tạm dịch: Người phụ nữ trong gương) là một bộ phim của Colombia, sản xuất năm 2004 với sự hợp tác sản xuất của Telemundo và RTI Colombia. Đây là tác phẩm làm lại của phim cùng tên năm 1997, cũng do Telemundo
sản xuất. Phim được trình chiếu trên 100 quốc gia như Brazil, Venezuela, Hoa Kỳ, Mexico, Colombia và Việt Nam.

## Nội dung
Juliana Soler là cô con gái xấu xí của một cựu người mẫu thời trang. Nhờ vào sự kỳ diệu từ chiếc gương ma thuật của dì Mercedes, Juliana có thể biến thành một người phụ nữ xinh đẹp, quyến rũ vào ban ngày với tên gọi Maritza Ferrer và trở lại hình dạng xấu xí khi đêm xuống.
Với bộ dạng xinh đẹp và tài năng, Maritza được nhận vào làm việc cho công ty mỹ phẩm Mutti Enterprises của Gabriel Mutti và đã đem lòng yêu mến Marcos Mutti, con trai của giám đốc Gabriel. Nhưng cô không biết rằng Marcos chỉ là con nuôi của ông trong khi chính cô mới là con gái ruột.
Barbara, người vợ đầy mưu mô của Gabriel vùng với Xiomara, bạn gái của Marcos ngày một căm ghét Maritza. Hoàn cảnh trở nên tồi tệ hơn khi Marcos rời bỏ Xiomara để đến với Maritza. Barbara lập ra kế hoạch phóng hỏa văn phòng làm việc để giết chết Maritza. Tuy nhiên, Barbara lại bị một người giấu mặt khóa chốt cửa trước khi chạy ra ngoài. Barbara bị bỏng nặng, gương mặt biến dạng nhưng vẫn may mắn thoát chết. Sau đó không lâu, Barbara và Romero (tên trợ lý) bắt cóc Maritza và phát hiện ra bí mật của cô. Barbara đứng trước gương, ước mình trở thành Maritza và được toại nguyện. Trong khi đó, Maritza thật lúc này trở về với hình dáng Juliana. Barbara (lúc này là Maritza) trở lại công ty và lừa dối Marcos để chiếm cảm tình. Một thời gian sau, Marcos phát hiện ra sự thật. Barbara phải bỏ trốn đi nơi khác. Juliana và Marcos lúc này đã có sự nghiệp riêng và đi đến hôn nhân. Ở đám cưới của hai người, Barbara trở lại trong một hình hài khác, dự hôn lễ với tư cách khách mời. Ngày khi cô ta định rút súng ra để bắn Marcos và Juliana thì bỗng ngã xuống. Phim chuyển cảnh và hé lộ ra người bồi bàn rót rượu cách đó vài phút cho Barbara chính là Romero, hắn đã pha thuốc độc vào rượu cho Barbara uống, sau đó cũng tự tử theo. Barbara chết, hiện nguyên gương mặt bỏng rộp trước kia.
Phim chuyển cảnh đến 3 năm sau, lúc này Juliana và Marcos đã sinh được hai con, sống hạnh phúc bên gia đình mình.

## Diễn viên
- Paola Rey trong vai Juliana Soler / Maritza Ferrer
- Juan Alfonso Baptista trong vai Marcos Mutti
- Gabriela Vergara trong vai Barbara Montesinos de Mutti † (phản diện chính)
- Natasha Klauss trong vai Luzmila Arrebatos
- Paulo César Quevedo trong vai Alberto Gutiérrez (phản diện)
- Rossana Fernández Maldonado trong vai Xiomara † (phản diện)
- Andrés Felipe Martínez trong vai Paco Tapia
- Kristina Lilley trong vai Regina Soler
- Gloria Gómez trong vai Mercedes Soler
- Javier Gómez trong vai Gabriel Mutti
- Raul Gutierrez trong vai Romero † (phản diện)
- Sebastian Boscán trong vai Pedro Baraja (phản diện)
- Pedro Moreno trong vai Nino Arrebatos
- Alfredo Ahnert trong vai Charlie
- Natalia Bedoya trong vai Ginger (phản diện, sau đó chính diện)